# 60ミニッツ

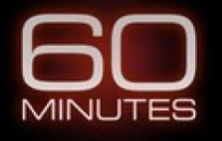

『60ミニッツ』（60 Minutes、シックスティー ミニッツ）は、アメリカCBSテレビが放送するドキュメンタリーテレビ番組。

## 概要
放送開始は1968年。放送50年を超える長寿番組である。アメリカでもっとも人気のあるテレビニュースショーであり、ニュースショーの中で唯一エーシーニールセン社の年間平均視聴率調査のトップに立った実績がある。日本においては後述の通りTBSニュースバード及びAFN-TVにおいて放映されている。
60分の中で3つのテーマを取り上げる「マガジン・スタイル（ニューズマガジン）」の番組で、それを意識してか画面いっぱいの「表紙」を背にしてスタジオコーナーは収録される。

## 出演者・スタッフ
- マイク・ウォレス（Mike Wallace 、名誉記者　2012年4月7日死去[1]）
- モーリー・セイファー（Morley Safer 、記者・編集人）
- エド・ブラッドリー（Ed Bradley 、記者・編集人　2006年11月死去）
- スティーブ・クロフト（Steve Kroft 、記者・編集人）
- ボブ・サイモン（Bob Simon 、記者）
- レスリー・ストール（Lesley Stahl 、記者・48 Hoursアンカー）
- アンディ・ルーニー（Andy Rooney 、記者・コラムニスト　2011年11月4日死去）
- ジェフ・フェーガー（Jeff Fager 、プロデューサー）

マイク・ウォレスは番組開始当時から出演していたが、2006年に引退（以降は名誉記者となり、2012年に死去）。マイク・ウォレスとともに番組開始当時出演していたハリー・リーゾナーは1991年に亡くなっている。かつてはダン・ラザーも出演していた（1975年 - 1981年）。また、彼が最後に出演した番組上では「グッドナイト・グッドラック」と代々続く言葉で締めくくったという。
『60ミニッツ』の番組の創始者は、ドン・ヒューイット。ドン・ヒューイットは2004年6月をもって降板し、後任としてジェフリー・フェーガーが、『60ミニッツ』のエグゼクティブ・プロデューサーになる。

## 60ミニッツII
1999年に『60ミニッツ』の姉妹版となる『60ミニッツII』が放送開始（2005年に『60ミニッツ・ウェンズデー』(60 Minutes Wednesday)に改称）。2003年に番組内でアメリカ軍による「イラク人虐待問題」をスクープ。
2005年9月に放送を終了した。終了の主たる理由は、当時のアメリカ合衆国大統領であったジョージ・W・ブッシュの軍歴詐称疑惑報道であり、取材したダン・ラザーはCBSから去っている。出演者やスタッフは『60ミニッツ』に合流している。

## 日本国内での放送
日本では1988年10月から2010年3月まで、TBSなどで『CBSドキュメント』の番組内で放送されていた。2009年の時点で水曜日の深夜（木曜日の未明）の時間帯に放送。司会はピーター・バラカンと吉川美代子だった。
2010年4月以降は、CS・ケーブルテレビ局で放送されるニュース専門チャンネルTBSニュースバードで『CBS60ミニッツ』として放送が継続されたが、2014年3月をもって終了した。放送時間は毎週水曜日23:00 - 23:45。司会はピーター・バラカンが前番組から続投したほか、新たに黒木奈々が担当した。
また、AFN内総合チャンネルAFN|prime PACIFICでも毎週月曜日の19:00 - 20:00まで放送されている。

### 日本の放送業界への影響
『60ミニッツ』は日本の報道番組にも影響を与えており、1974年4月1日に『ニュースセンター9時』(NHK)を深夜プライム枠にてワイドニュースショーとして開始。1980年代に入り、民放キー局が「報道元年」と位置付け報道ワイド番組を編成するようになり、1980年に『JNN報道特集』（TBSテレビ）、『TV・eye』（日本テレビ）、が『BIG NEWS SHOW いま世界は』（テレビ朝日）等がスタートした。この下地は当番組を踏襲したとされている。